# Micrixalus thampii
Micrixalus thampii és una espècie de granota que viu a l'Índia.